# Koronararterien-Bypass ohne Herzlungenmaschine
Die Koronararterien-Bypass-Operation ohne Herzlungenmaschine (engl.: Off-Pump-Coronary-Artery-Bypass, OPCAB) ist ein neues, bisher nicht allgemein etabliertes Verfahren, zur operativen Versorgung einer koronaren Herzkrankheit.

## Verfahren
Im Gegensatz zur klassischen Koronararterien-Bypass-Operation wird am schlagenden Herzen unter Verzicht auf eine Herz-Lungen-Maschine (HLM) operiert. Das Herz wird im Bereich des Areals der Bypassverbindung (Anastomose) sowie im  Bereich der Herzspitze in der Längsachse durch einen Stabilisator fixiert. So sind auch Seitenwände und Hinterwand des Herzens zugänglich. Während der gesamten Operation wird über Röhrchen, die in die zu versorgenden Herzkranzgefäße eingelegt werden, der Blutfluss in den Herzkranzgefäßen gewährleistet.

## Vorteile
Durch den Einbau der Herz-Lungen-Maschine in die aufsteigende Aorta (Hauptschlagader) besteht die Gefahr des Ablösens von Verkalkungen aus der Gefäßwand, welche dann einen Schlaganfall auslösen können. Diese Gefahr wird vermindert.
Die HLM verursacht über den Kontakt mit Fremdoberflächen eine unspezifische Entzündungsreaktion im Körper. Durch diese Reaktion kann es unter ungünstigen Bedingungen zu einer Verschlechterung von Organfunktionen (Lunge, Leber, Niere) kommen, dies ist im Allgemeinen aber reversibel und von untergeordneter Bedeutung.

## Nachteile
Das Verfahren ist für den Operateur technisch anspruchsvoller. Es findet daher eher Verwendung, wenn nicht alle drei Herzkranzgefäße mit Bypässen versorgt werden müssen. Bei vergleichbaren Patienten sind die Ergebnisse bezüglich Tod, Herzinfarkt und erneut notwendiger Operation vergleichbar mit der konventionellen Methode.